# Peterborough United Football Club 2013-2014
Questa pagina raccoglie i dati riguardanti il Peterborough United Football Club nelle competizioni ufficiali della stagione 2013-2014.

## Rosa
| N. |                             | Ruolo | Calciatore         |
| -- | --------------------------- | ----- | ------------------ |
| 1  | Austria (bandiera)          | P     | Robert Olejnik     |
| 2  | Inghilterra (bandiera)      | D     | Craig Alcock       |
| 3  | Sudafrica (bandiera)        | D     | Kgosi Ntlhe        |
| 4  | Inghilterra (bandiera)      | D     | Shaun Brisley      |
| 5  | RD del Congo (bandiera)     | D     | Gabriel Zakuani    |
| 6  | Inghilterra (bandiera)      | C     | Michael Bostwick   |
| 7  | Scozia (bandiera)           | C     | Danny Swanson      |
| 8  | Inghilterra (bandiera)      | C     | Jack Payne         |
| 9  | Inghilterra (bandiera)      | A     | Britt Assombalonga |
| 10 | Inghilterra (bandiera)      | A     | Lee Tomlin         |
| 11 | Irlanda del Nord (bandiera) | C     | Grant McCann       |
| 13 | Inghilterra (bandiera)      | P     | Joe Day            |
| 14 | Inghilterra (bandiera)      | C     | Tommy Rowe         |
| 15 | Inghilterra (bandiera)      | A     | Jermaine Anderson  |
| 16 | Irlanda (bandiera)          | C     | Daniel Kearns      |

| N. |                        | Ruolo | Calciatore                |
| -- | ---------------------- | ----- | ------------------------- |
| 17 | Inghilterra (bandiera) | C     | Joe Newell                |
| 18 | Irlanda (bandiera)     | C     | Kane Ferdinand            |
| 19 | Inghilterra (bandiera) | C     | Nathaniel Mendez-Laing    |
| 20 | Inghilterra (bandiera) | C     | Nathaniel Knight-Percival |
| 22 | Giamaica (bandiera)    | A     | Jevani Brown              |
| 23 | Inghilterra (bandiera) | A     | Tyron Barnett             |
| 24 | Inghilterra (bandiera) | A     | Shaquille McDonald        |
| 26 | Inghilterra (bandiera) | D     | Michael Richens           |
| 27 | Inghilterra (bandiera) | C     | Charlie Coulson           |
| 28 | Inghilterra (bandiera) | A     | Jaanai Gordon             |
| 29 | Inghilterra (bandiera) | P     | Alex Lynch                |
| 30 | Inghilterra (bandiera) | P     | Charlie Horton            |
| 31 | Inghilterra (bandiera) | D     | Mark Little               |
| 36 | Inghilterra (bandiera) | A     | Shaun Jeffers             |